# Anthrax caliptera
Anthrax caliptera är en tvåvingeart som först beskrevs av Thomas Say 1823.  Anthrax caliptera ingår i släktet Anthrax och familjen svävflugor. Inga underarter finns listade i Catalogue of Life.